# Насер Айдари
Насер Айдари (на албански: Naser Aјdari; на македонска литературна норма: Насер Ајдари) е виден юрист от Северна Македония, член на председател на Конституционния съд на страната от 2016 година.

## Биография
Роден е в 10 март 1960 година в град Скопие, тогава във Федерална Югославия. Завършва основно и средно образование в родния си град и в 1986 година Юридическия факултет на Скопския университет. В 1989 година започва работа в градския съд в Скопие 1, където работи до 1993 година, когато на 6 април полага съдийски изпит. От 1996 до 1997 година е съветник в Министерството на труда и социалната политика. След това от 1997 до 2001 година е секретар в община Арачиново. В 2001 година започва работа в Министерството на правосъдието като държавен съветник. На 1 август 2008 година е избран за член на Съвета на прокурорите. На 7 септември 2010 година е избран за заместник-председател на Съвета на прокурорите. От 2011 година е прокурор. В 2013 година е избран за държавен правобранител (омбудсман). На 5 март 2018 година става конституционен съдия.